# Cirrhilabrus tonozukai
Cirrhilabrus tonozukai är en fiskart som beskrevs av Allen och Kuiter, 1999. Cirrhilabrus tonozukai ingår i släktet Cirrhilabrus och familjen läppfiskar. IUCN kategoriserar arten globalt som otillräckligt studerad. Inga underarter finns listade i Catalogue of Life.